# Kamperfoeliebladwesp
De kamperfoeliebladwesp (Abia fasciata) is een vliesvleugelig insect uit de familie van de knotssprietbladwespen (Cimbicidae). De wetenschappelijke naam van de soort is gepubliceerd in 1758 door Linnaeus in de tiende editie van Systema naturae.